# Aero A-8
Aero A-8 – czechosłowacki prototyp samolotu pasażerskiego z okresu międzywojennego. 

## Historia
W 1921 roku konstruktor wytwórni Aero inż. Karel Rösner zaprojektował samolot pasażerski, który otrzymał oznaczenie A-8. Samolot był przystosowany do przewozu 4 pasażerów w zakrytej kabinie umieszczonej w kadłubie samolotu. 
Prototyp samolotu wykonał pierwszy lot we wrześniu 1921 roku, a jego pilotem był Rudolf Valentou. W czasie tego pierwszego lotu samolot przechylił się i skrzydłem uderzył w dach drewnianego baraku na lotnisku Kbely w Pradze. W wyniku tego samolot został zniszczony. Ten wypadek spowodował, że zaniechano dalszych prac nad tym samolotem. Jednak idea budowy samolotu pasażerskiego i doświadczenie z tym modelem zaowocowały opracowaniem nowego samolotu pasażerskiego, oznaczonego A-10.

## Użycie w lotnictwie
Prototyp samolotu Aero A-8 wykonał tylko jeden lot, w czasie którego został rozbity. 

## Opis techniczny
Samolot Aero A-8 był dwupłatem o konstrukcji drewnianej. W kadłubie znajdowały się otwarta kabina pilota, za nią zamknięta kabina z czterema miejscami dla pasażerów. Podwozie klasyczne – stałe, z płozą ogonową. 
Napęd stanowił silnik rzędowy 6-cylindrowy umieszczony z przodu kadłuba, chłodzony cieczą. Napędzał on dwułopatowe śmigło.